# فرودگاه انریکه اولایا هررا
فرودگاه انریکه اولایا هررا (به انگلیسی: Enrique Olaya Herrera Airport) (به زبان بومی: Aeropuerto Olaya Herrera) یک فرودگاه مسافربری با کد یاتا EOH است که یک باند فرود سنگفرش دارد و طول باند آن ۲۵۱۰ متر است. این فرودگاه در شهر مدلین کشور کلمبیا قرار دارد و در ارتفاع ۱۵۰۵ متری از سطح دریا واقع شده است.

## شرکت‌های هواپیمایی و مقصدهای پروازی

### مسافری
| شرکت‌های هواپیمایی   | مقصدهای پروازی |
| ------------------- | --- |
| آئرولینئا د آنتیکوا | السیدز فرناندز، آنتونیو رولدن بتنکورت، ال ادن، خوزه سلستینو موتیس، پالونگرو, Capurganá, خوآن اچ. وایت, Condoto, Corozal، کمیلو دازا، ال باگر، لا نوبیا، لوس گارزونس، ریس موریلو، ماتکانا، ال کرانو، اتو، گلفو دی موروسکیلو |
| Aexpa               | خوزه سلستینو موتیس, Condoto, ریس موریلو، ال کرانو |
| ایزی‌فلای            | آنتونیو رولدن بتنکورت، ال ادن، پالونگرو، Corozal، کمیلو دازا، لا نوبیا، لوس گارزونس، ماتکانا، ال کرانو |
| ساتنا               | آنتونیو رولدن بتنکورت، خوزه سلستینو موتیس، ال دورادو، پالونگرو، ال کرانو |
| Searca              | Capurganá فصلی: Condoto, ال کرانو |